# Hoz y Costean
Hoz y Costean è un comune spagnolo di 233 abitanti situato nella comunità autonoma dell'Aragona.

Fa parte della comarca del Somontano de Barbastro.